# Humoriste
 (novembre 2022).
Si vous disposez d'ouvrages ou d'articles de référence ou si vous connaissez des sites web de qualité traitant du thème abordé ici, merci de compléter l'article en donnant les références utiles à sa vérifiabilité et en les liant à la section « Notes et références ».
Un humoriste est un auteur dont la production intellectuelle, écrite ou visuelle, contient et manifeste de l'humour, c'est-à-dire une certaine forme d'esprit, à la fois joyeux et satirique, caractérisée par un aspect vivace et piquant, voire sombre.
Parmi les humoristes on trouve : des écrivains, des auteurs de théâtre, des journalistes, des chansonniers, des dessinateurs, des caricaturistes, des auteurs de cinéma ou de série, des créateurs de contenu sur internet et des artistes du spectacle.
L'esprit humoristique, la satire, le mordant, l'insolence, etc. ne doivent pas être confondus avec le comique (facétie, farce, gag, etc.), qui est l'aptitude à déclencher le rire.

## Origine du mot
Selon diverses sources lexicographiques francophones, le mot humoriste fait son apparition dans son acception moderne à la fin du XVIIIe siècle : une personne humoriste est dite « enjouée, ayant de la bonne humeur », et cet esprit est contagieux. Les effets drolatiques passent par l'insolence mais non par l'agression et la méchanceté, jugées faciles surtout quand elles sont gratuites : on parle d'un « bel esprit », on dit « avoir de l'esprit » et le sens du comique n'est jamais très éloigné du ridicule, la frontière étant ténue.
Vers 1830-1840, des sociétés artistiques qualifiées parfois de fantasques font leur apparition en Europe : en Italie (Accademia degli Umoristi), en Angleterre, en France. Elles ciblent les institutions et bien entendu le pouvoir établi. La caricature (et surtout le portrait charge) reste leur apanage et la presse journalistique illustrée leur champ d'expression. Ses sociétés pratiquent aussi la performance à travers des fêtes, des expositions, des manifestations carnavalesques, etc. Cependant, la censure n'est jamais loin : entre 1820 et 1914 en Europe, il existe de rares moments de liberté totale durant lesquels l'humoriste peut pratiquer son art en toute tranquillité.

## Humour en littérature

### France
En France, aux XVIe et XVIIe siècles, les figures tutélaires sont Rabelais, Paul Scarron et Molière. Après 1870, on trouve Les Hydropathes (1878) rejoint par les Arts incohérents (1882). Viennent ensuite de fortes personnalités comme Jules Renard, Alphonse Allais ou Alfred Jarry.

### Grande-Bretagne
En Grande-Bretagne, Ben Jonson invente des situations décalées, entre humour et comique, dès le début du XVIIe siècle, suivi au début du XVIIIe siècle par Alexander Pope ou Jonathan Swift, tous deux membres du Scriblerus Club ; au milieu du XIXe siècle, apparaît une nouvelle forme d'humour, le nonsense, avec Edward Lear, également dessinateur, ou Lewis Carroll, qui exploite au maximum le sens de la logique au point de faire paraître absurde certains aspects du monde[réf. nécessaire].

## Humour graphique
L'humour peut s'exprimer de manière dessinée à travers la caricature.

## Spectacle
Lorsqu'il est acteur, les spectacles de l'humoriste sont fréquemment constitués de successions de sketches ou d'imitations, souvent en seul-en-scène (one man show). Lorsqu'il est auteur, ses écrits sont souvent des pamphlets ou des satires.
Des festivals thématiques de dimensions variables réunissent périodiquement des humoristes. Parmi les principaux festivals internationaux, on trouve :
- Juste pour rire à Montréal au Canada ;
- The Edinburgh Fringe à Édimbourg en Écosse ;
- le Melbourne Comedy Festival, à Melbourne en Australie ;
- le Festival du Rire de Rochefort, à Rochefort en Belgique ;
- le Festival du rire de Montreux, à Montreux en Suisse ;
- le Marrakech du rire, à Marrakech au Maroc.

Des récompenses honorifiques sont attribuées aux meilleurs humoristes :
- L'Olivier est une statuette remise chaque année aux meilleurs humoristes québécois ;
- If.comedy Awards (anciennement Perrier comedy Awards).

Certains pays, notamment en Amérique latine, dédient une journée particulière dans l'année aux humoristes (Día del Humorista). En Colombie, c'est le 13 août.

## Humoristes renommés

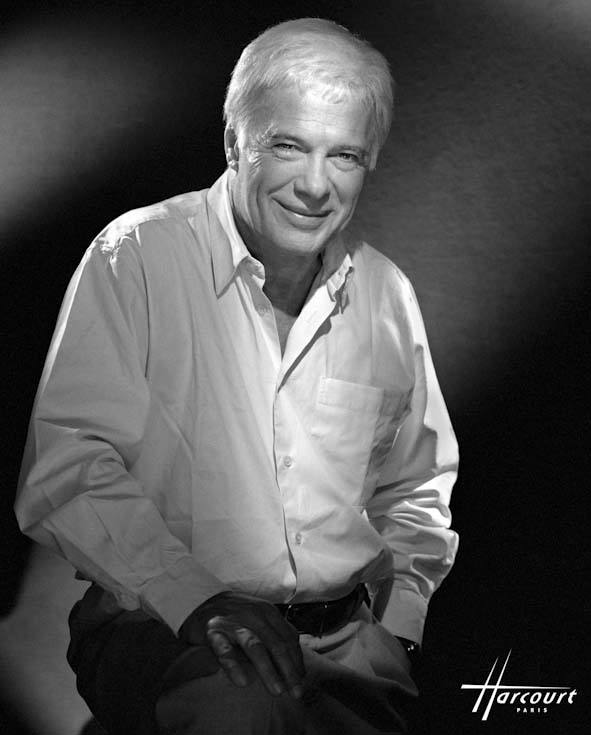
Guy Bedos, 2006.

### Humoristes francophones
Chez les humoristes francophones, certains manifestant une forme de poésie (Jules Renard, Jacques Tati, Raymond Devos) ou un sens de l'absurde (Alexandre Vialatte, Pierre Dac), tandis que d'autres exercent un esprit ironique (Sacha Guitry) ou satirique (Desproges, Coluche) qui peut aller jusqu'au mordant (Guy Bedos) voire à de la provocation (Pierre-Emmanuel Barré).

### Catégories
- Catégorie « Humoriste »
- Catégorie « Humoriste à la radio »
- Liste de femmes humoristes (catégorie) (en)